# Ротонда (архитектура)
Ротонда (из лат; „rotundus” са значењем кружан) је тип грађевине изведене на централној кружној основи и често покривене куполом. Најпознатији примјер је ротонда римског Пантеона. У основи је ту тежња за постављањем централног кружног простора. Данас се овај термин употребљава да би се обележио тип малог централног светилишта оносно црквеног објекта који се употрбљавао у раном средњем веку.
Од 9. века па све до 11. века су у Средњој Европи изграђени многи сакрални објекти односно мале цркве са кружним основама у промеру од 6- 9 метара по правилу биваху допуњавани једном или са више апсида.